# Даннер, Дитмар
Ди́тмар Да́ннер (нем. Dietmar Danner; 29 ноября 1950, Мангейм) — немецкий футболист, игравший на позиции полузащитника.

## Карьера
Даннер трижды становился чемпионом Германии и один раз выигрывал кубок Германии и дважды кубок УЕФА в составе «Боруссии» (М), в составе которой он провел большую часть своей игровой карьеры. Всего в бундеслиге Даннер сыграл 198 матчей, в которых забил 27 голов.
С 1973 по 1976 год он сыграл 6 матчей за сборную Германии, в составе которой стал серебряным призёром чемпионата Европы 1976 года.

## Достижения
- Финалист Чемпионата Европы: 1976
- Финалист Кубка европейских чемпионов: 1977
- Обладатель Кубка УЕФА: 1975, 1979
- Финалист Кубка УЕФА: 1973, 1980
- Чемпион Германии: 1975, 1976, 1977
- Серебряный призёр чемпионата Германии: 1974, 1978
- Обладатель Кубка Германии: 1973